# 佐世保バーガー

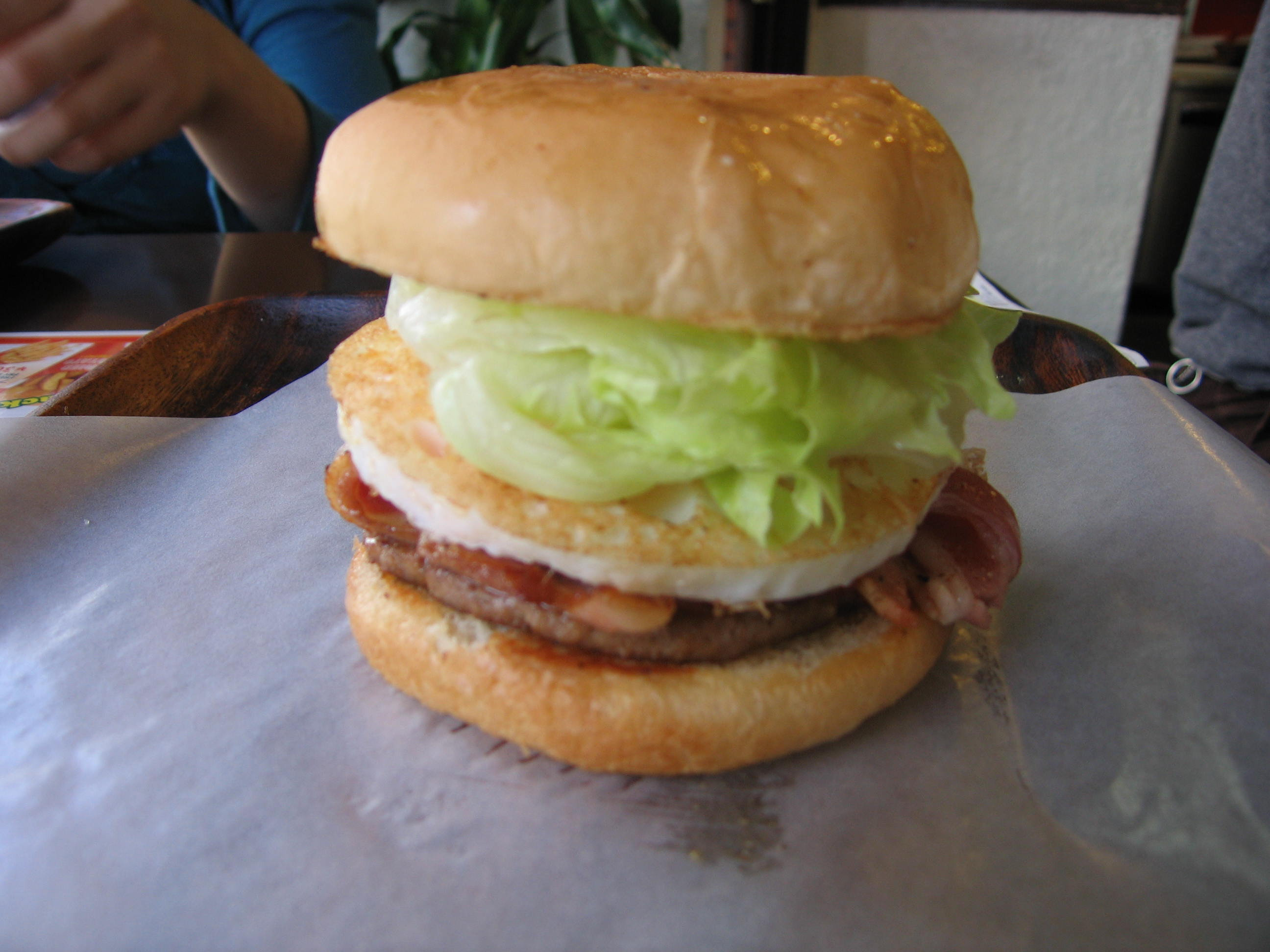
佐世保・ビッグマンにて撮影（2006年7月14日）

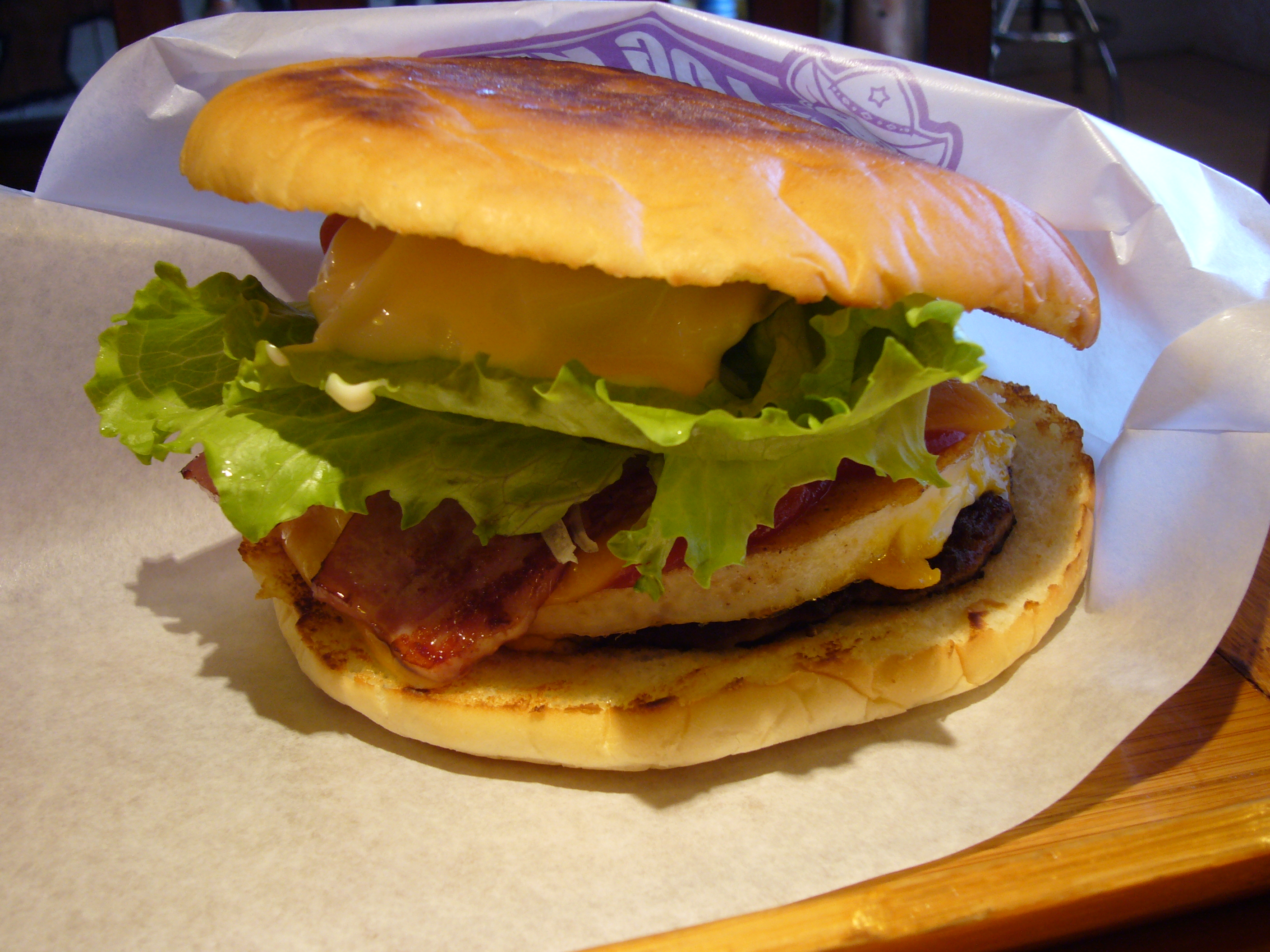
佐世保・ログキットにて撮影（2008年4月）

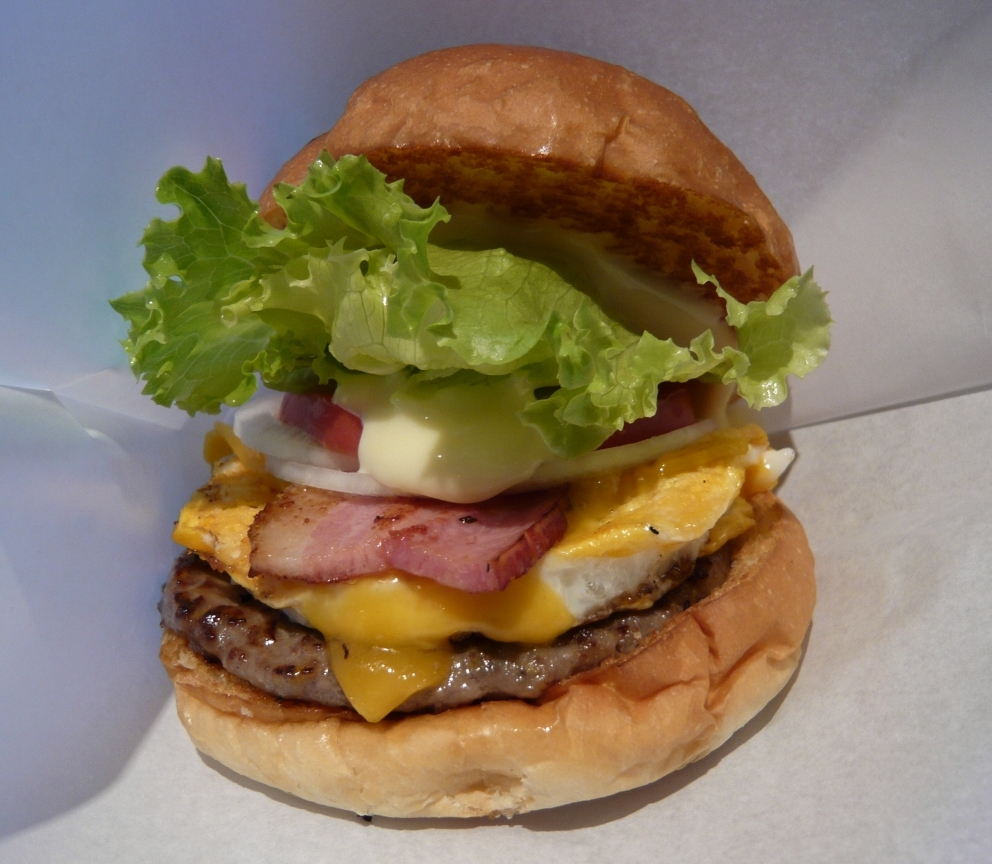
東京高円寺・ザッツバーガーカフェにて撮影（2007年9月）

佐世保バーガー（させぼバーガー）とは、長崎県佐世保市名物の手作りハンバーガーの総称。いわゆるご当地グルメの一種。ひとつの決まったスタイルのハンバーガーを指していうのでなく、佐世保市内の店で提供される「手作りで」「注文に応じて作り始める（作り置きをしない）」ハンバーガーの総称である。

## 歴史

### 起源
佐世保には、1889年（明治22年）に大日本帝国海軍の佐世保鎮守府、1903年（明治36年）に海軍工廠が建設され都市化したが、1945年（昭和20年）6月28日からの佐世保大空襲で焦土と化した。
占領期に入ると佐世保にも進駐軍が入り、旧日本軍施設に米海軍が進駐した。同時に米軍属相手にした飲食店・バー・キャバレーが佐世保市内に出店した。そして、佐世保が朝鮮特需による好景気に沸いた1950年（昭和25年）頃、米海軍関係者よりハンバーガーのレシピを教わり、佐世保におけるハンバーガーの歴史が始まったとされる。なお、佐世保でハンバーガーが提供された最初の店は不明だが、昔を知る佐世保市民だと、創業店で現存しているのは、ヒカリかブルースカイのどちらかだと言われてる。ブルースカイはニミッツパークに近く、ヒカリは米軍基地の住居部に極めて近い。

### 近況
1993年（平成5年）、佐世保市から殿村美樹氏に「観光客を増やしたい」と依頼、殿村美樹氏は佐世保市とハウステンボスの共同プレスツアーを企画し、首都圏を中心としたマスコミに、市民に古くから親しまれていたハンバーガーをアピール。その後も２年間にわたって継続して情報発信を続け、「佐世保バーガー」として全国的な地域ブランドに押し上げた。
1999年（平成11年）、横須賀市で行われた旧軍港4市（横須賀市、佐世保市、呉市、舞鶴市）による交流物産会で各都市から郷土料理の店を出店することになり、市内のハンバーガー店が出店。横須賀市民には佐世保での勤務経験を持つ海上自衛隊員が多かったため、隊員たちが「懐かしい」と予想以上の人気を集めた。このことが地元のまちづくり関係者の間で話題になり、郷土料理として見直しが進んでいく。
2001年（平成13年）、佐世保市の市制100周年プレ事業の一環として地域興し事業を行う際、先のイベントで成功した佐世保のハンバーガーもPR。取材やイベントで佐世保を訪れたマスコミ関係者や芸能人の中で話題となっていった。
2003年（平成15年）5月3日、佐世保で修行した吉村啓志が東京都中野区に「ザッツバーガーカフェ」の屋号で佐世保バーガーショップを開店。
2004年（平成16年）、廃止された西海アメリカンフェスティバルに替わって「佐世保バーガーフェスティバル」が開催された。これにより、佐世保の公的な機関も「佐世保バーガー」という呼称を用いるようになった。
2005年（平成17年）2月、ららぽーとTOKYO-BAY（千葉県船橋市）にあるフードテーマパーク「東京パン屋ストリート」内に、ビッグマンの直営店が開店したことにより益々マスコミが取り上げる機会が増えブームに拍車がかかる。
今日では市内に25店舗の認定店を含め多くの店舗でハンバーガーが出されており、全国各地から観光客が訪れている。2006年（平成18年）にはトヨタ自動車の「ラクティス」のCM（九州版）で使用され、佐世保のログキット（ハングアウト）でロケが行われた。
2019年（令和元年）6月14日、佐世保市内の事業者による団体・佐世保バーガー事業協同組合の申請により佐世保バーガーが地域団体商標に登録。

### コンビニ展開
- 2006年（平成18年）7月3日、2005年（平成17年）に北陸3県・九州地方でファミリーマートが販売していた期間限定発売の佐世保バーガーを全国で発売すると発表。
- 2006年（平成18年）7月4日、宮崎県・鹿児島県を除く九州地方で先行発売。価格は360円。
- 2006年（平成18年）7月18日、期間限定の全国発売開始。
- 2006年（平成18年）セブン-イレブンでも佐世保バーガーが発売された[8]。価格は390円。

## 佐世保バーガー認定制度
2007年（平成19年）1月に「佐世保バーガー認定制度」が創設された。佐世保市の保健福祉部や旅行業界関係者などが、「独自性・主体性」「信頼性」「地産地消」「手づくり」などの項目を基準に審査し、合格した佐世保市内の店舗に限り「佐世保バーガー認定店」としている。認定店舗は、店の前に佐世保バーガーボーイのイラストが入った認定証（看板）を設置しているので確認することができる。しかし、佐世保市外のハンバーガーに対しての拘束力はなく、全国には認定店ではない「佐世保バーガー」を名乗る業者が多い。そんな中で、佐世保市外でも佐世保市が「佐世保バーガー」と認定する店舗を営む佐世保市出身者は、「佐世保バーガー観光大使」に任命されている。

## 地域団体商標
2019年（令和元年）6月14日、佐世保市内の事業者による団体・佐世保バーガー事業協同組合の申請により佐世保バーガーが地域団体商標に登録。組合には2019年7月現在24事業者32店舗が加盟しており、「1年以上佐世保市内に店舗や工場がある」などの加盟条件がある。地域団体商標は、組合加盟店の中で「手作り」「バンズ・パテ・野菜・ソースを入れる」などの基準を元に、今後は認定印などを統一し差別化を図る予定がある。

## グッズ・イベント展開

### マスコット
2003年（平成15年）、佐世保市がやなせたかしに「『アンパンマン』に登場するハンバーガーキッドをイメージキャラクターに使用したい」と依頼した。これにやなせは「どうせならば新規のキャラクターを」ということで新たに水兵服を着たハンバーガー人間のデザインを起こした。2004年（平成16年）の「佐世保バーガーフェスティバル」で名前を募集したところ、佐世保地方の方言で「ハンバーガーをちょうだい（ハンバーガーばちょうだい）」という意味の「佐世保バーガーバー」が選ばれて発表された。しかしその後の全国展開の際に方言由来の「バー」が分かりにくいとして「佐世保バーガーボーイ」に変更されることとなったが、「佐世保バーガーバー」も愛称として併記されている。2006年（平成18年）6月には、やなせたかしがデザインした女の子のキャラクターを「させぼのボコちゃん」も登場した。

### テーマソング
2005年（平成17年）2月、やなせたかしが作詞し、たいらいさおが歌う『佐世保バーガーソング』が発売された。佐世保ではストラップやピンバッジと共に販売されている。

### コラボイベント
2018年（平成30年）春、佐世保地方創生プロジェクトチームと旧日本海軍の艦艇などを擬人化したシミュレーションゲーム『艦隊これくしょん -艦これ-』のコラボ企画「『艦これ』佐世保鎮守府巡り」に市内の提供店舗が協力し、コラボメニュー購入者へのコラボステッカーやコースターの提供、抽選によるポスターのプレゼント企画などが行われた。

## 店舗一覧

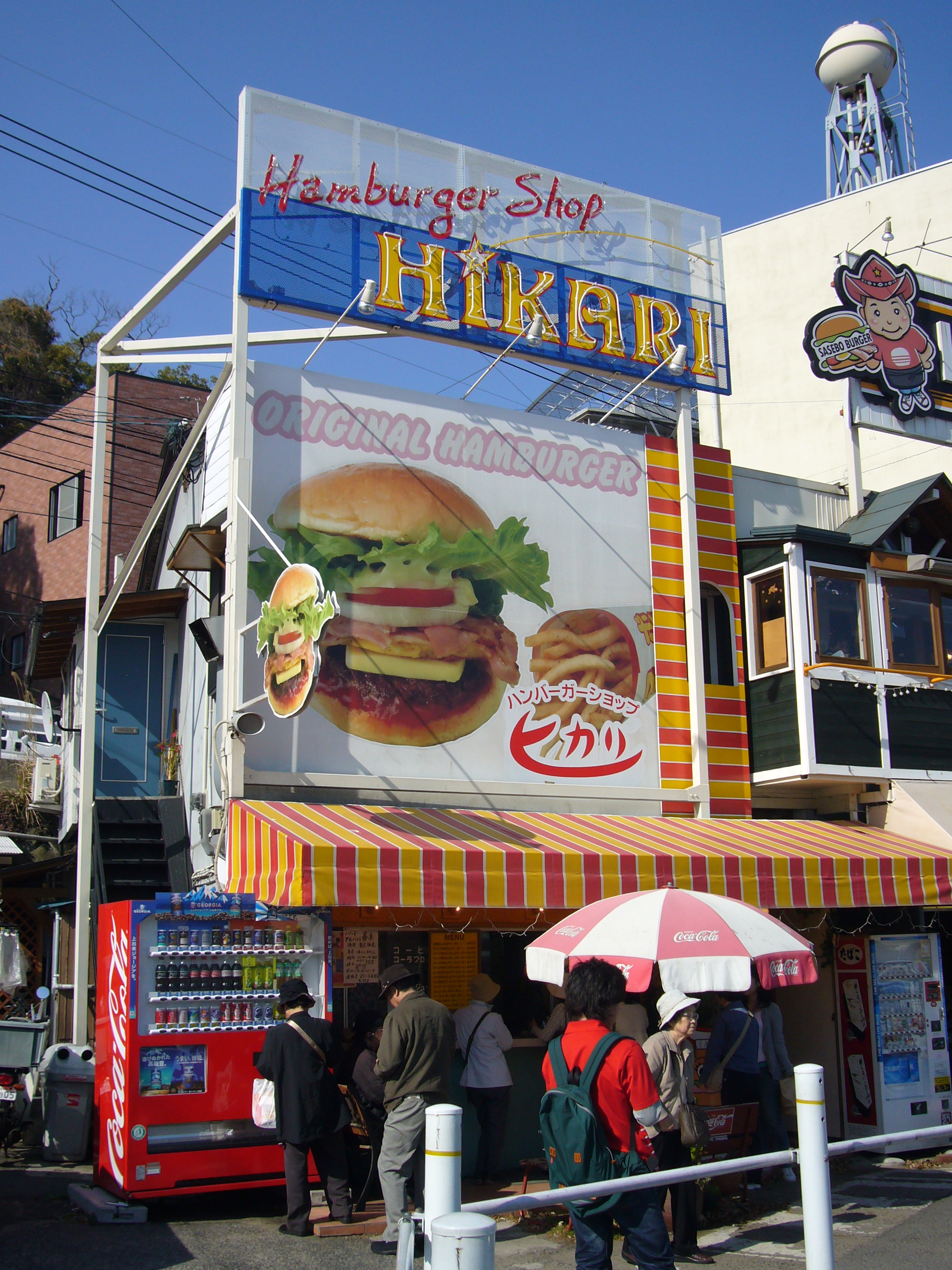
ヒカリ（2008年4月）

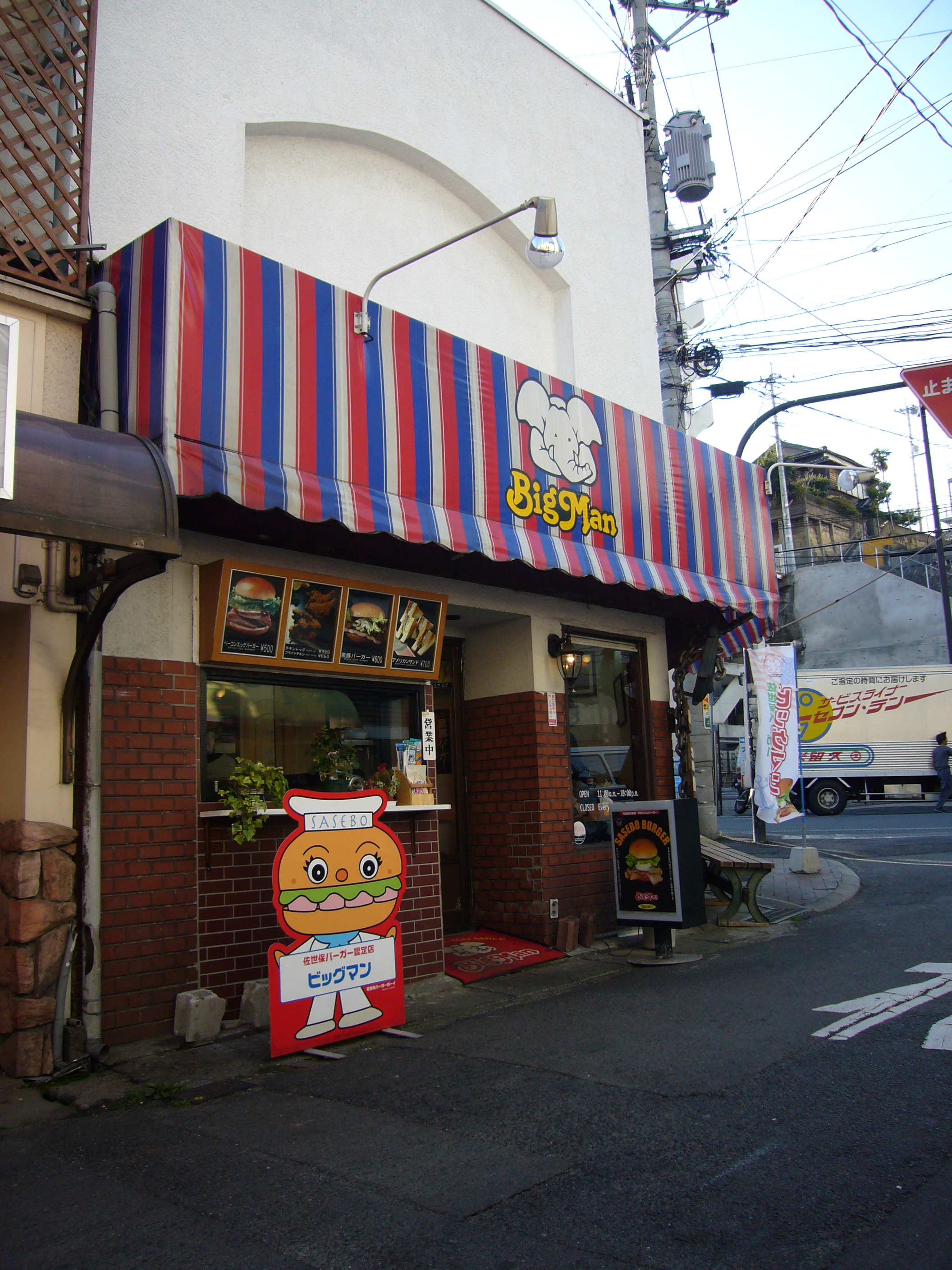
ビッグマン（2008年4月）

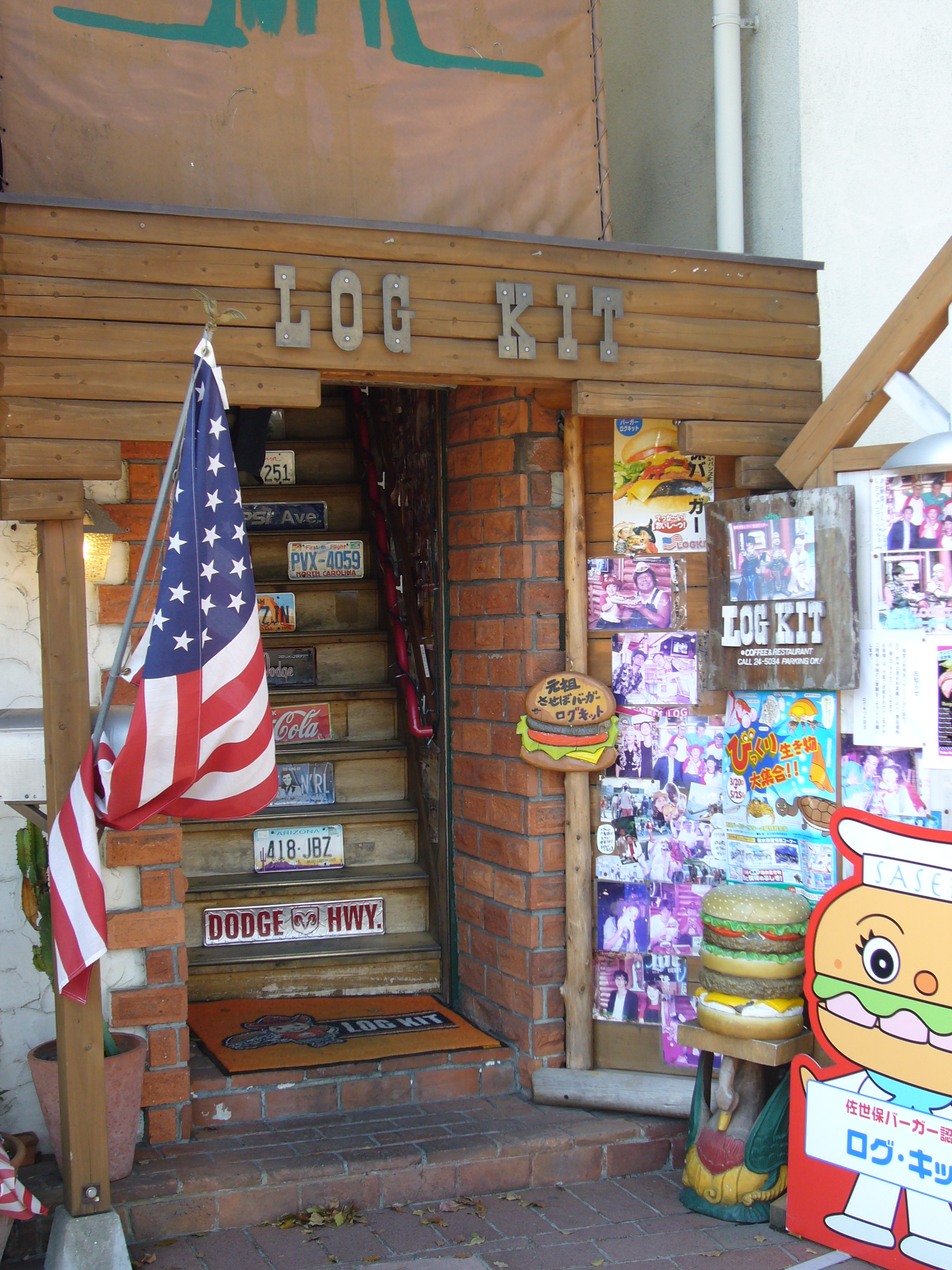
ログキット（2008年4月）

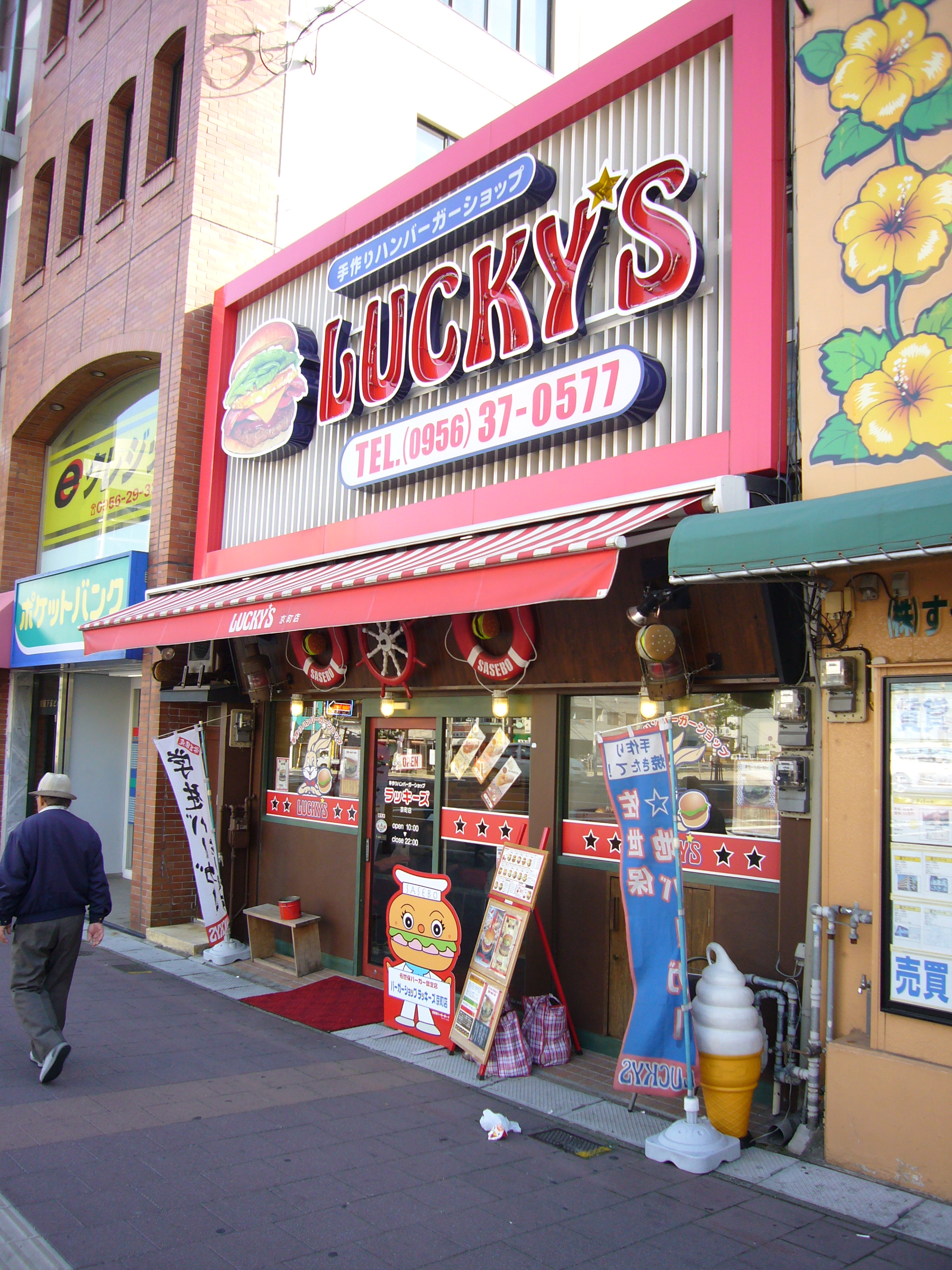
ラッキーズ（2008年4月）

2007年（平成19年）10月時点では、JR佐世保駅構内の案内所（佐世保観光情報センター）で入手出来る「佐世保バーガーマップ市街地版」への掲載店舗数が14、このうち22時迄営業している店舗数は6、24時迄営業する店舗も3軒を数えた。佐世保駅から三ヶ町アーケードの出口、及びその周辺にかけて多くの店舗が広がっている
（太字は佐世保バーガー認定店舗、五十音順）。
- アメリカンバーガーショップ
- エーデルワイス
- Esu and Kei．
- エピシェール 佐世保店
- エバーカフェ　ハウステンボス店
- 喫茶 笹 家
- グーテンアペティート
- サ・セ・ボン
- 佐世保バーガー　ルース
- サンドウィッチ ロン
- サントリージガーバー ナッシュビル
- Stamina本舗 Kaya
- 住吉
- HAPPYバーガー
- ピア カフェ
- ヒカリ
- ビッグマン
- ビッケンビッケン
- ブルースカイ
- sasebo c&b Bugrgers
- ベースストリート
- ベルビーチ
- ホテルトリニティ 佐世保
- 松の家食堂
- ミサロッソ
- 焼肉屋さんのハンバーガー あいかわ
- ゆきおじさんのハンバーガー
- ラッキーズ
- らりるれろ　大野店
- らりるれろ　西海橋店
- レストハウス リベラ
- レストラン ローレライ
- ログキット（ハングアウト）

### 閉店した店舗
- アフロディーテ 佐世保店
- 佐世保バーガー ホテル咲き都
- サラサ
- ドムサンセイ
- 白十子パーラー
- バンシトラッセ
- ブルータス
- ベースバーガー
- マー坊
- Yumバーガー
- 旧らりるれろ